# ジャック・グッドヒュー
ジャック・グッドヒュー（Jack Goodhue、1995年6月13日 - ）は、トップ14カストル・オランピックに所属するラグビーユニオン選手。

## プロフィール
- ニュージーランド・ファンガレイ出身[1]。
- ポジションはセンター(CTB)。
- 身長 187cm、体重 100kg[2]
- U20ニュージーランド代表に選ばれたことがある[3]。
- ニュージーランド代表キャップは19（2021年1月現在）でラグビーワールドカップ2019のニュージーランド代表に選ばれた[4]。
- 7人制ニュージーランド代表に選ばれたことがある。
- 双子の兄弟ジョシュもラグビー選手[5]。

## 略歴
カンタベリー、ノースランドを経て、2017年、クルセイダーズに加入。
2024年、カストル・オランピックに加入。